# Bulbostylis quaternella
Bulbostylis quaternella là một loài thực vật có hoa trong họ Cói. Loài này được (Ridl.) Goetgh. mô tả khoa học đầu tiên năm 1985.